# Тижненко Олександр Моїсейович
Олександр Моїсейович (або Мусійович) Тижненко, (1874—1944) — український науковець і лікар у галузі дерматології і венерології, професор Київського медичного інституту.

## Біографія
Навчався у Другій харківській гімназії, закінчив зі срібною медаллю.
У 1893—1896 роках навчався на медичному факультеті Імператорського Харківського університету. У 1896—1899 роках навчався у Військово-медичній академії. Здобув звання лікаря з відзнакою.
У 1899 році працював молодшим лікарем 245-го резервного Солігалицького батальйону.
Тривалий час працював у армійських частинах в Маньчжурії. У 1900—1901 роках був молодшим ординатором польового запасного госпіталю № 118. У 1904—1906 роках під час російсько-японської війни був старшим лікарем 219-го піхотного Юхнівського полку.
Працював молодшим лікарем 173-го піхотного Кам'янецького полку. 1907 року відряджений до лабораторії Тимофія Павлова. У 1909 році під керівництвом Павлова захистив дисертацію на здобуття ступеня доктора медицини на тему «Про вплив фітіну і натрію гліцеринфосфату на обмін азоту і фосфору у людини» (рос. О влиянии фитина и глицеринфосфорнокислого натра на обмен азота и фосфора у человека).
У 1910—1912 роках знову працював військовим лікарем. У 1912—1914 роках був відряджений за кордон. У липні 1914 року знову працював у клініці Тимофія Павлова, паралельно лікував у військових шпиталях під час Першої світової війни. У 1919—1921 роках був доцентом кафедри шкірних та венеричних хвороб Московського медичного інституту.
У 1921—1941 роках завідував кафедрою шкірних та венеричних хвороб Київського медичного інституту. 1926 року організував побудову корпусу Жовтневої лікарні для дерматовенерологічної клініки. У 1926—1936 роках виконував обов'язки декана лікувального факультету.
Заснував Київське дерматологічно-венерологічне товариство 1922 року. Засновник Українського наукового товариства дерматовенерологів у 1938 році.
Під час Другої світової війни залишився в Києві, працював у Медичному інституті німецької адміністрації.

Серед учнів Олександра Тижненка Анатолій Картамишев, Михайло Кузнець, Ф. Є. Коляда, І. Б. Вейнеров та інші.

## Науковий внесок
Досліджував вовчак, псоріаз, пухирчатку, хронічну виразкову піодермію, гонорею. Описав симптоми раку шкіри, хвороби Педжета і Боуна. На кафедрі також вивчали серологічні реакції при сифілісі, працювали над лікуванням сифілісу та гонореї, раку і туберкульозу шкіри, псоріазу і вовчака.
1935 року Тижненко узагальнив дослідження в галузі дерматології в монографії «Захворювання шкіри».
Був серед засновників і в складі редколегії медичного часопису «Українські медичні вісті». Був також у складі редакції журналу «Київське медичне життя». У 1929 році був членом Ради Медичної секції Всеукраїнської академії наук.

## Наукові праці
- Захворювання шкіри. — К., 1935
- Влияние гонореи и ее осложнений на трудоспособность мужчин // Сов. вестн. венерологии и дерматологии. — 1935. — № 6
- О некоторых химических средствах для топической диагностики обыкновенной волчанки // Сов. вестн. венерологии и дерматологии. — 1936. — № 12;
- К вопросу о влиянии специфической терапии на организм больных сифилисом // Вестн. венерологии и дерматологии. — 1940. — № 6